# نيك فان دير لييك
نيك فان دير لييك (بالهولندية: Nick van der Lijke)‏ (و. 1991  م) هو راكب دراجة هوائية هولندي، ولد في ميديلبورخ.

## سجل الفوز

### سباقات أو مراحل فاز بها
| التاريخ        | السباق                       | المركز                                                                   |
| -------------- | ---------------------------- | ------------------------------------------------------------------------ |
| 05 يونيو 2011  | طواف النرويج 2011            | الثالث في تصنيف أفضل شاب، التاسع في التصنيف العام                        |
| 11 أغسطس 2012  | طواف أين 2012                | التاسع في تصنيف أفضل شاب                                                 |
| 01 مايو 2013   | طواف دي بريتاجن 2013         |                                                                          |
| 02 يونيو 2013  | دلتا تور زيلاند 2013         | العاشر في التصنيف العام                                                  |
| 20 سبتمبر 2013 | Grand Prix de la Somme 2013  | الثالث في التصنيف العام                                                  |
| 14 مارس 2015   | روند فان درينثي 2015         | العاشر في التصنيف العام                                                  |
| 09 يوليو 2016  | طواف النمسا 2016             | الثامن في تصنيف الجبال                                                   |
| 04 سبتمبر 2016 | طواف ديف يغد 2016            | الأول في تصنيف أفضل شاب، الثالث في التصنيف العام، الخامس في تصنيف النقاط |
| 01 أبريل 2017  | فولتا ليمبورغ الكلاسيكي 2017 | الثالث في التصنيف العام                                                  |
| 28 مايو 2017   | طواف ديف يغد 2017            | السابع في تصنيف النقاط، الثامن في التصنيف العام                          |
| 18 يونيو 2017  | طواف سويسرا 2017             | الثاني في تصنيف الجبال                                                   |
| 02 أغسطس 2021  | 2021 Kreiz Breizh Elites     | الفائز في التصنيف العام                                                  |

## روابط خارجية
- نيك فان دير لييك على موقع الاتحاد الدولي للدراجات (الإنجليزية)
- نيك فان دير لييك على موقع أرشيف الدراجات (الإنجليزية)
- نيك فان دير لييك على موقع إحصائيات الدراجات الإحترافية (الإنجليزية)
- نيك فان دير لييك على موقع نسبة الدراجات (الإنجليزية)
- نيك فان دير لييك على موقع CycleBase (الإنجليزية)